# Alfred Heurtaux
Pour les articles homonymes, voir Heurtaux et Heurteaux.
Alfred Marie Joseph Heurtaux, également orthographié Heurteaux, né le 20 mai 1893 à Nantes (Loire-Inférieure) et mort le 30 décembre 1985 à Cires-lès-Mello (Oise), est un militaire, député et résistant français.
Pilote d'exception au cours de la Première Guerre mondiale, député de Seine-et-Oise durant l'entre-deux-guerres, il s'engage dans la Résistance après la défaite de 1940 et crée le réseau Hector aux côtés de Jacques Arthuys. Arrêté en novembre 1941, il est d'abord détenu à Fresnes, puis séjourne plusieurs mois dans différentes prisons en Allemagne avant d'être conduit au camp de Buchenwald en 1945. Il est fait compagnon de la Libération la même année.

## Biographie

### Première Guerre mondiale
Né le 20 mai 1893 à Nantes, il est fils d'Alfred Marie Joseph Charles Henri Heurtaux, polytechnicien, chef d'escadron d'artillerie (son frère Louis est aussi polytechnicien), et de  Denyse Marie Le Grand de La Liraye. Après des études au lycée Saint-François-Xavier de Vannes, il intègre l'École spéciale militaire de Saint-Cyr en octobre 1912, diplômé de la promotion de Montmirail. À la mobilisation d'août 1914, il rejoint le 9e régiment de hussards à Chambéry avec le grade de sous-lieutenant. Son attitude au combat, où il est blessé d'un coup de lance par un uhlan allemand, lui vaut sa première citation dès le 23 août.
"Le Lt Heurtaux en arrivant au col, trouve le peloton Ganier, qui vient de perdre son chef [...]. Il prend le commandement du peloton et comme notre infanterie pliait, laissant en danger une batterie d'artillerie, il porta son peloton au combat à pied dans les tranchées abandonnées, l'y maintient jusqu'au départ de la batterie d'artillerie soutenant le combat jusqu'à 150 mètres de l'infanterie allemande."
- Journal de Marche du 9e régiment de hussards 
Il demande son affectation à la toute naissante aviation militaire et est muté le 6 décembre 1914 pour un stage de formation à Pau. Il devient observateur à l'escadrille MS 26 avant d'être breveté pilote le 17 avril 1915. Il est d'abord affecté à l'escadrille N38 qui vole avec le « bébé » Nieuport. Il obtient sa première victoire aérienne dès le mois suivant, le 4 mai 1916. Affecté à l'escadrille des Cigognes (N3 puis SPA3) le 7 juin 1916, il devient l'un des plus redoutables pilotes de chasse de cette formation d'élite, qui compte également dans ses rangs Guynemer et Fonck. Il en prend le commandement le 9 novembre 1916 alors qu'il est lieutenant. Aux commandes d'un Nieuport 16 équipé de deux mitrailleuses Lewis dont une tirant à travers l'hélice, il vole ensuite en Nieuport 17 et en SPAD VII. Il totalise le palmarès de 21 victoires homologuées et treize probables, ce qui le classe parmi les principaux as francais de l'aviation. Il abat, le 25 novembre 1916, au-dessus de Villers-Carbonnel, l'as allemand Kurt Wintgens (18 victoires homologuées). Le général Lyautey, venu inspecter la N3, s'étonne de voir cinq capitaines commandés par un lieutenant. Le capitaine d'Harcourt, qui commande par intérim le groupe des Cigognes, lui explique que ses talents notamment d'as, confèrent à Heurtaux une autorité que nul ne songe à lui contester[réf. nécessaire]. Blessé à deux reprises (le 5 mai 1917 à la main et à la jambe puis, plus gravement, le 3 septembre de la même année à la cuisse gauche), il quitte son escadrille et le Front jusqu'à la fin de la guerre. Ses prouesses lui valent d'engranger les récompenses : fait chevalier de la légion d'honneur en 1916 puis officier du même ordre en 1917, il orne sa Croix de guerre 1914-1918 de pas moins de 15 citations.
"Officier d'élite. D'abord cavalier d'une éclatante bravoure, est devenu un pilote de chasse d'une habileté et d'un sang-froid incomparables se battant depuis trois ans avec la même joie et le même culte du devoir. Garde au milieu des plus périlleuses attaques, le calme le plus étonnant et d'une audace splendide et donne un magnifique exemple de dévouement à la patrie. Blessé, le 5 mai 1917, en attaquant seul neuf avions de chasse ennemis, a été à nouveau gravement atteint, le 3 septembre 1917, au cours d'un dur combat. A abattu vingt et un appareils allemands. Quinze fois cité à l'ordre. Chevalier de la Légion d'Honneur pour faits de guerre." - Citation à l'ordre de l'armée au Cne Alfred Heurtaux, en date du 22 octobre 1917 

### Entre-deux guerres
Quittant l'armée dès 1919 avec le grade de capitaine en raison de ses blessures, Heurtaux se fait élire, à 26 ans, à la Chambre des députés (la « Chambre Bleu Horizon ») et siège comme député de Seine-et-Oise sous l'étiquette des Républicains de gauche (réunie derrière Clemenceau), affiliés à l'Alliance démocratique (France) du 16 novembre 1919 au 31 mai 1924
. Il ne se représente pas lors des élections suivantes et entre alors dans l'industrie automobile et exerce des fonctions de direction chez Ford aux États-Unis, puis chez General Motors en Europe, et enfin chez Renault en France. 
Patriote fervent, il milite dans le mouvement Ancien combattant et préside l'Association nationale des As de 14-18 puis, de 1934 à 1937, l'Association des officiers de réserve de l'Armée de l'Air. Actif dans la réserve, il y obtient le grade de commandant en 1931 puis de lieutenant-colonel en 1935. Il est fait commandeur de la Légion d'Honneur en 1936. Réintégré dans l'armée active à cette époque au Grand quartier général de l'Air, il est employé comme inspecteur de l'aviation de chasse.
Nationaliste proche des milieux activistes de la droite extrême des années trente sur le plan idéologique, l'ancien as fréquente Eugène Deloncle et, selon certaines supputations[évasif], aurait pu faire partie du comité dirigeant de la Cagoule[réf. nécessaire].

### Seconde Guerre mondiale
Démobilisé après la défaite de 1940, Alfred Heurtaux se situe dans la mouvance des vichystes patriotes et anti-allemands. Il est proche des colonels Paillole, Loustaunau-Lacau et Groussard. La loi du 29 août 1940 créant la Légion française des combattants en fait l'un des principaux membres des instances centrales de ce mouvement dont il occupe la vice-présidence (Air). 
Il s'engage très vite dans la résistance active par la voie du renseignement. Il organise le SR Air clandestin en zone occupée et constitue, grâce à ses contacts dans le milieu des militaires démobilisés et celui des anciens combattants, une organisation baptisée après la guerre réseau Hector. Il y recrute notamment, en décembre 1940, le jeune Jacques Delmas, dit "Chaban" (Jacques Chaban-Delmas). Rattaché aux Services spéciaux de l'armée d'Armistice sous l'autorité de Paillole, ce réseau intègre l'OCM. Son premier chef est repéré par les Allemands. Interpellé une première fois en mars 1941, Heurtaux est à nouveau arrêté le 3 novembre. D'abord détenu à Fresnes, il est transféré en Allemagne où il séjourne 37 mois dans différentes prisons (Düsseldorf, Hanovre, Berlin et Potsdam). Il est finalement conduit le 13 mars 1945 au camp de concentration de Buchenwald, où les Alliés le libèrent le 11 avril suivant. Même dans les conditions inhumaines de Buchenwald, il conserve la dignité d'un chef et d'un héros de guerre. Ainsi, Maurice Braun (1906-2001), un officier de réserve de l'Armée de l'air et résistant de la première heure, a témoigné qu'un soir, lors d'un interminable appel dans la nuit et sous la neige, Heurtaux l'empêche de s'évanouir et se coucher dans la neige, ce qui signifiait la mort.

### Après-guerre
À son retour de déportation, promu rétroactivement colonel de réserve à compter de 1942, Alfred Heurtaux est affecté en service actif à la Mission militaire pour les affaires allemandes le 5 juillet 1945 et promu général de brigade aérienne en décembre suivant. Membre de l'ordre de la Francisque, il est fait compagnon de la Libération par décret du 12 juin 1945 ; il est le seul titulaire de ces deux décorations conjointes. Rendu à la vie civile, il devient ingénieur-conseil. 
Sa fille, Suzanne, était une amie de Colette Dumas, dont le père était initialement un petit façonnier. Son beau-père l'incita à entrer dans l'entreprise qu'il avait créée (Cazaux & Compagnie, puis Dumas, puis Darnat-Dumas).
Il est élevé à la dignité de grand-croix de la Légion d'honneur le 19 janvier 1956[réf. souhaitée].

### Mort
Il meurt le 30 décembre 1985 à Cires-lès-Mello (Oise),, et est inhumé à Paris dans le cimetière des Batignolles (31e division).

## Distinctions
- Grand-croix de la Légion d'honneur (1956)
- Compagnon de la Libération par décret du 12 juin 1945[9]
- Croix de guerre 1914–1918 (17 citations)
- Croix de guerre 1939–1945 (3 citations)
- Ordre de la Francisque
- Chevalier de l'ordre de Léopold (Belgique)